# Sphaerion rusticum
Sphaerion rusticum är en skalbaggsart som beskrevs av Hermann Burmeister 1865. Sphaerion rusticum ingår i släktet Sphaerion och familjen långhorningar.
Artens utbredningsområde är Uruguay. Inga underarter finns listade i Catalogue of Life.